# Musée des Égouts
Musée des Égouts de Paris (Muzeum pařížských stok) je malé podzemní muzeum v Paříži, které je věnováno vývoji pařížské kanalizační sítě.

## Umístění
Vstup do zpřístupněné části se nachází na levém břehu Seiny u mostu Alma naproti domu č. 93 na nábřeží Quai d'Orsay v 7. obvodu.

## Popis
Muzeum představuje vývoj stokové sítě v Paříži od dob Huguese Aubriota, pařížského prévôta, který nechal ve 14. století pod Rue Montmartre vybudovat první klenuté stoky až po Eugèna Belgranda, který projektoval v 19. století dnešní síť odpadních vod. Zabývá se rovněž prací počišťovačů ve stokách a také čistírnami vod a úpravou pitné vody. V roce 2007 muzeum navštívilo 95 000 návštěvníků.